# Vladimir Bartol
Vladimir Bartol (Trieszt, 1903. február 24. – Ljubljana, 1967. szeptember 12.) szlovén író, drámaíró, esszéista, publicista és keletkutató. Alamut (1938) című regénye mára világhírűvé vált, több nyelvre lefordították.

## Életpálya
1903. február 24-én született San Giovanniban (szlovén: Sveti Ivan), Trieszt külvárosában (ma Olaszország) egy hétgyermekes szlovén középosztálybeli polgári család harmadik gyermekeként. Édesapja, Gregor Bartol, postai alkalmazott volt, édesanyja, Marica Bartol Nadlišek, tanárnő, híres szerkesztő és feminista szerző. Szülei nagy gondot fordítottak gyermekeik oktatására. Édesanyja bevezette fiát a festészet világába, édesapja pedig a biológiába. Önéletrajzában túlságosan érzékeny, gazdag fantáziával rendelkező gyermekként jellemzi önmagát, aki egy kicsit más, mint a többiek. Számos dolog iránt érdeklődött: biológia, filozófia, pszichológia, művészet, és természetesen az irodalom és a színház. Tudósként vizsgált és gyűjtött pillangókat.
Bartol az iskolaéveit Triesztben töltötte, majd a Ljubljanai Egyetemen tanult biológiát és filozófiát, 1925-ben diplomázott. Ljubljanában találkozott Klement Juggal, a fiatal szlovén filozófussal, aki megismertette őt Friedrich Nietzsche műveivel. Különösen érdekelték Sigmund Freud munkái. Tanulmányait Párizsban a Sorbonne-on folytatta (1926–1927), ahol ösztöndíjat szerzett.
1928-ban a hadseregben szolgált Petrovaradinban (ma: Szerbia). 1933-tól 1934-ig Belgrádban élt, és egy helyi szlovén újság szerkesztőjeként dolgozott, majd visszatért Ljubljanába, ahol 1941-ig szabadúszó íróként működött. A későbbiekben közreműködött a Modra ptica című lapnál, 1945-ben pedig a ljubljanai Szlovén Nemzeti Színháznál vállalt titkári állást. A második világháború alatt aktívan részt vett az ellenállási mozgalomban. 1946-ban szülővárosába, Triesztbe költözött, ahol kulturális munkát vállalt. 1956-ban visszatért Ljubljanába. Egészen 1967. szeptember 12-én bekövetkezett haláláig a Szlovén Tudományos és Művészeti Akadémián dolgozott. Az ljubljanai Žale temetőben van eltemetve.

## Munkássága
Munkáira nagy hatással volt Friedrich Nietzsche, az expresszionizmus stílusirányzata és a freudi pszichoanalízis. Az elsők között mutatta be Freud tanításait az egykori Jugoszláviában. Pszichoanalitikus, filozófiai-gondolati prózája (Al Araf, 1935) nagymértékben eltért korának szlovén epikájától, ezért csak a XX. század nyolcvanas éveiben vált ismertté és olvasottá, amikor a posztmodern irányzat képviselői elődjüket fedezték fel benne. 
Számos nyelvre lefordított Alamut című regénye 1938-ban jelent meg a Modra ptica kiadásában, ám a kedvező kritikai fogadtatás elmaradt. Hazai és külföldi népszerűsége különösen a 2001. szeptember 11-ei terrortámadás után nőtt meg. Napjainkban mint az öngyilkos terrorizmus mechanizmusát feltáró irodalmi művet olvassák. Szlovén újranyomására 2002-ben került sor [Sanje, Ljubljana, ISBN 9616387103]. A következő nyelvekre fordították le: cseh (1946), szerb (1954), francia (1988), spanyol, olasz (1989), német (1992), török (1995), angol [Scala House Press, Seattle, United States, 2004, ISBN 0972028730], arab, görög, koreai. 2003-ban héberre is lefordították. A regény magyarul az Európa Könyvkiadó gondozásában jelent meg 2005-ben Körtvélyessy Klára fordításában, a versbetéteket Lator László ültette magyarra. [ISBN 9630778262]

## Munkái
- Lopez (1932, dráma)
- Al Araf (1935, novellák)
- Alamut (1938, regény)
- Tržaške humoreske (1957, novellák)

Halála után megjelent írásai
- Čudež na vasi (1984, regény)
- Don Lorenzo (1985, novella)
- Med idilo in grozo (1988, novellák)
- Zakrinkani trubadur (1993, esszéválogatás)
- Mladost Pri Svetem Ivanu (2001, önéletrajz)

## Magyarul
- Alamut; ford. Körtvélyessy Klára, versford. Lator László; Európa, Bp., 2005